# Flaga Argentyny
Flaga Argentyny – flaga narodowa Argentyny. Została zaprojektowana przez Manuela Belgrano 27 lutego 1812, a 25 lutego 1818 wprowadzona do użytku. Składa się z trzech równych pasów, jasnoniebieskiego, białego, jasnoniebieskiego, a na środku znajduje się Słońce Majowe. W latach 1836–1884 słońce było czerwone, zaś w rogach znajdowały się czapki frygijskie.
Pełna flaga zawierająca słońce jest nazywana oficjalną ceremonialną flagą (hiszp. Bandera Oficial de Ceremonia). Flaga bez słońca jest nazywana flagą ozdobną (hiszp. Bandera de Ornato). Flaga ozdobna zawsze musi być zawieszona poniżej flagi oficjalnej.

Flaga Argentyny 1812–1816
Flaga Argentyny 1816–1818
Flaga Argentyny 1818–1830
Flaga Argentyny 1830–1835
Flaga obowiązująca w latach 1835–1850
Flaga Argentyny 1850–1861